# Parágrafo
Parágrafo (do grego: paragraphos, "escrever ao lado" ou "escrito ao lado") é uma unidade autossuficiente de um discurso, na escrita, que lida com um ponto de vista ou ideia particular. Seu símbolo é §, apresentando a forma de dois esses (ss) entrelaçados, que representam as iniciais das palavras latinas signumsectionis (literalmente, "sinal de secção, de corte").

## Usos
O início de um parágrafo em um texto é indicado iniciando-se numa nova linha. Por vezes, esta primeira linha é indentada; por vezes, ela é indentada sem que se inicie uma nova linha. Ocasionalmente, o início de um parágrafo é indicado através de um pé-de-mosca: ¶.
Um parágrafo consiste tipicamente de uma ideia, pensamento ou ponto principal que o unifica, acompanhado por detalhes que o complementam. Um parágrafo de não-ficção costuma se iniciar com algo mais geral e avança rumo aos específicos, de maneira a propor um argumento ou ponto de vista. Cada parágrafo constrói sobre o que veio antes e prepara para o que vem adiante de forma coerente e coesa, podendo consistir de uma ou mais orações. Quando o diálogo é citado em obras de ficção, um novo parágrafo é usado cada vez que há uma mudança da personagem que fala.
Pode ser também a subdivisão de um artigo de lei, decreto, resolução, código ou regulamento interno, na qual há uma determinação secundária, indicando um exemplo, uma exceção ou modificação .

## Estrutura
Todo parágrafo estrutura-se na ordem: tópico frasal, desenvolvimento e conclusão. Semanticamente, o parágrafo é uma unidade interna do texto.
Dependendo do gênero textual, os parágrafos apresentam diferentes estruturas, adequados à semântica do texto. 
Nos textos dissertativos-argumentativos, e também em alguns gêneros do universo jornalístico, os parágrafos seguem um padrão, que é constituído pela ideia principal (introdução) que, depois de ser desenvolvida pelas ideias secundárias (desenvolvimento) é reforçada pela conclusão. Em parágrafos curtos dificilmente haverá conclusão, já que para o desenvolvimento da ideia principal é necessário a distribuição do pensamento de forma lógica e precisa.
Nos textos narrativos, os parágrafos são normalmente caracterizados pelo predomínio dos verbos de ação. Nos descritivos, predomina o estilo em ordem direta, pormenorizando e detalhando objetos, emoções, lugares e situações.